# Michel Coiffard
Michel Joseph Calixte Marie Coiffard, dit « l'homme aux 34 victoires », (16 juillet 1892 à Nantes - 29 octobre 1918 à Bergnicourt (Ardennes)) est un des as de l'aviation de la Première Guerre mondiale, au cours de laquelle il remporte 34 victoires aériennes homologuées, contre des ballons d'observation allemands (Drachen) pour la plupart.

## Biographie

### Première Guerre mondiale
Lorsque la Grande Guerre éclate, Coiffard s'engage dans l'infanterie. Affecté pendant un temps au 13e bataillon de chasseurs alpins, il est blessé à plusieurs reprises et décoré de la Médaille militaire, le 29 mai 1915. Réformé, il accepte mal cette situation et use de stratagèmes pour continuer à se battre. Sa demande de transfert dans l'aviation lui est accordée, le 4 janvier 1917. Le 19 avril, Coiffard reçoit son brevet de pilote militaire et, le 28 juin 1917, il intègre l'Escadrille 154 (en), volant alors en SPAD.
Le 5 septembre 1917, il remporte sa première victoire en abattant un Albatros allemand au Catelet, près de Saint-Quentin.
Le 19 novembre, il est promu au grade de sous-lieutenant et entame une série de succès. Le 3 janvier 1918, en mission de reconnaissance au-dessus de Saint-Quentin, il abat un chasseur ennemi et revient se poser dans les lignes françaises en vol plané, moteur en panne. Le 2 février, il remporte une nouvelle victoire et reçoit la Légion d'honneur, au mois de mars.
Le 30 juin, l'Escadrille 154, qui vole désormais avec des avions Nieuport, se trouve basée près de Reims. Coiffard contribue à la destruction de nombreux Drachen et obtient enfin le titre d'as (au moins cinq victoires homologuées). En juillet 1918, Coiffard se voit remettre le commandement de l'Escadrille N 154, rebaptisée SPA 154, depuis quelle a été dotée des nouveaux SPAD de chasse, en remplacement des Nieuport. Il baptise son avion Valentine.

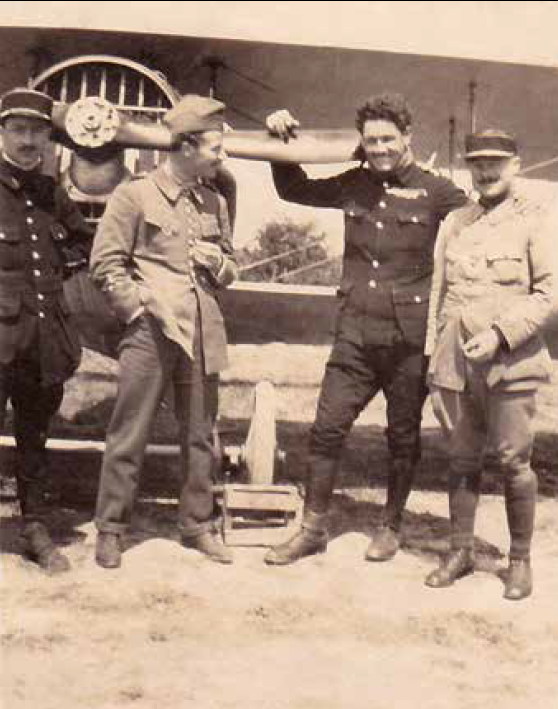
Michel Coiffard (deuxième en partant de la droite), Louis Gros (1er à droite) et Jacques Ehrlich (troisième en partant de la droite) le 15 juillet 1918.

À la tête de son Escadrille, il accumule les victoires, principalement contre les aérostats de l'adversaire. Coiffard fête sa vingt-troisième victoire le 11 août, en abattant en collaboration avec Jacques Ehrlich un ballon d'observation.
Le 15 septembre 1918, alors qu'il vole vers un ballon d'observation situé à Brimont,  échouant dans son attaque, il manque de se faire abattre par la DCA.

#### Mort au combat
Il est tué le lundi 28 octobre 1918. Ce jour-là, l'Escadrille SPA 154 est en mission de protection d'un avion de reconnaissance, lorsqu’une patrouille de Fokker D.VII lui barre le passage. Coiffard donne le signal de l'attaque à ses hommes. Seul son équipier Théophile Condemine l'a aperçu. Les deux Français sont dès lors isolés du reste de l'Escadrille 154 et s'enfoncent dans les lignes adverses.
Se battant avec l'énergie du désespoir, ils parviennent toutefois à détruire chacun un appareil ennemi. Dans cette terrible mêlée, le chef de la SPA 154 est mortellement touché par deux balles, l'une dans la cuisse et l'autre dans la poitrine.
Malgré ses blessures, Coiffard parvient à se poser derrière les lignes amies. Il meurt dans l'ambulance no 5 du 1er Corps de la Coloniale à Bergnicourt (Ardennes).
Michel Coiffard venait d'avoir 26 ans et son palmarès s'élevait alors à 26 Drachens abattus en collaboration (dont deux, seul) avec ses équipiers et huit avions, dont six abattus par lui.
Il est inhumé à la Nécropole nationale de Sommepy-Tahure (Marne), tombe no 1027.

## Distinctions
- Médaille militaire (1915)
- Officier de la Légion d'honneur (1918)
- Croix de guerre
- Croix militaire
- Médaille coloniale avec agrafe Maroc
- médaille d'or de l'Aéro-Club de France

## Sources
- David Méchin, « Michel Coiffard, le chasseur de saucisses », paru dans AVIONS no 188-189 (juillet et septembre 2012)
- État-civil, naissance, décès.
- Jacques Mortane, « Un grand as : Coiffard », La Guerre aérienne, 1918